# François-Antoine-Camille, comte de Durutte
François-Antoine-Camille, comte de Durutte (Ieper, Flandes, 1803 - París, 1881 fou un compositor i musicògraf francès.
Fill del general del mateix cognom; alumne de l'Escola Politècnica i oficial d'artilleria, fou enviat a l'Escola d'aplicació de Metz, població en la que fixa la residencia, després de renunciar a la carrera militar, per dedicar-se a la música. Estudià composició sota la direcció d'en Barbereau, influït per la teoria del seu mestre, vers la gènesi de la gamma diatònica i de l'escala cromàtica de Wrouski, feu grans estudis i treballs sobre la teoria de la música i de l'harmonia, proposant-se arribar a la llei generatriu de tots els acords i, per fi, a la llei tonal.
Per exposar aquesta doctrina, ple d'audàcia i escomès per molts crítics, publicà la seva obra, Esthètique musicale, Technic ou Lois générales du systéme harmonique (París, 1855), que el 1876 resumí i completà amb el títol de Resume elementaire de la Technic harmonique et complément de cette Technic, suivi de l'Exposé de loi de l'Echaînement dans la mélodie, dans l'harmonie et dans leur concours.
És autor de diferents composicions musicals; el 1828, per la composició d'una obertura, assolí una medalla d'or de la Societat d'Harmonia d'Anvers; a Metz s'executà el final d'una simfonia en fa (1837) i a la catedral d'Ipres, dues misses per a cors i orquestra.
El 1844 conegué en Mendelssohn a Colònia, aquest restà admirat del partit que va treure en Durutte d'un tema de fuga, que per a desenvolupar-lo li entregà el mestre alemany: va escriure diverses romances, cors, una col·lecció de melodies italianes, diverses composicions religioses, entre elles una Avemaria i un Pater noster i sis òperes, de les quals només es representà a Metz (1865) Le Violon de Crémone, romanent inèdites les restants:
- Sardanapalo,
- Le Boulanger du roi,
- Maître Martin,
- Stefano ou l'Euchantement.
- Les Saxons.